# Bundesverband der Lehrkräfte für Berufsbildung
Der Bundesverband der Lehrkräfte für Berufsbildung (BvLB) ist eine Fachgewerkschaft für die berufliche Bildung. Er vertritt die Interessen von ca. 39.000 Lehrkräften im berufsbildenden Bereich und ist eine Gewerkschaft im dbb beamtenbund und tarifunion sowie einer der vier Mitgliedsverbände im Deutschen Lehrerverband (DL).

## Geschichte
Die Gründung erfolgte am 11. April 2018 durch die Verschmelzung des Bundesverbandes der Lehrerinnen und Lehrer an Wirtschaftsschulen und des Bundesverbandes der Lehrerinnen und Lehrer an beruflichen Schulen. Beide Fachverbände blicken auf eine lange Tradition zurück.
Der VLW wurde 1908 als Verein Preußischer Handelslehrer mit Hochschulbildung gegründet. 1911 wurde er in Verein Deutscher Handelslehrer sowie 1927 in Reichsverband Deutscher Handelslehrer mit Hochschulbildung umbenannt. Nach der Machtergreifung 1933 wurde der Verband in den NS-Lehrerverband zwangsintegriert. 1948 erfolgte die Wiedereinrichtung als Verband Deutscher Diplom-Handelslehrer. Die letzte Namensänderung zum Verband der Lehrerinnen und Lehrer an Wirtschaftsschulen e. V. erfolgte im Jahr 1973. Der VLW verstand sich als spezielle Interessensvertretung der Lehrkräfte an kaufmännischen Schulen.
Der BLBS wurde am 31. Mai 1950 gegründet und vertrat die Interessen der Lehrkräfte in den Berufsbereichen Elektrotechnik, Metalltechnik, Bau-, Farb- und Holztechnik, Kfz-Technik, Drucktechnik, Sozial- und Gesundheitswesen, Pflege, Körperpflege, Hauswirtschaft und Ernährung an beruflichen Schulen.
Durch die Verschmelzung ist der BvLB der größte Lehrerverband im Bereich der beruflichen Bildung.
Derzeit führen den Verband Pankraz Männlein und Sven Mohr, zwei Schulleiter aus Stegaurach bzw. Flensburg. Sie vertreten beide fusionierte Verbände.

## Arbeitsfelder

### Schul- und Bildungspolitik
Der BvLB setzt sich für eine Weiterentwicklung des beruflichen Schulwesens unter Berücksichtigung von technologisch-organisatorischen Entwicklungen wie beispielsweise der Digitalisierung, der Inklusion und der Zuwanderung ein. Als Vertreter des dbb beamtenbund und tarifunion ist der BvLB Mitglied im Hauptausschuss des Bundesinstituts für Berufsbildung (BIBB).

### Lehrerbildung
Als zentrale Herausforderung sieht der Verein die hinreichende Versorgung der beruflichen Schulen mit gut qualifizierten Lehrkräften. Er fordert deshalb eine Verbesserung der Attraktivität und des Ansehens der Lehrämter für berufliche Schulen, Sondermaßnahmen zur Deckung des Lehrkräftebedarfs sowie einen Ausbau der Fort- und Weiterbildung für Lehrkräfte.

### Dienst- und Tarifrecht
Der Verein vertritt die Mitglieder in dienst- und arbeitsrechtlichen Fragen. Er setzt sich für den Erhalt des Beamtenverhältnisses ein und fordert ein angemessenes Besoldungs- und Versorgungssystem, um qualifizierte Lehrkräfte für den beruflichen Bereich gewinnen zu können.

## Publikationen
Der Verein veröffentlicht zehn Mal im Jahr die Fachzeitschrift Bildung und Beruf. In Pressemitteilungen bezieht er regelmäßig Position zu aktuellen bildungspolitischen Themen.

## Landesverbände
| Bundesland             | Landesverband | Sitz                        |
| Baden-Württemberg      | Verband der Lehrerinnen und Lehrer an beruflichen Schulen in Baden-Württemberg (BLV)                                                                                         | Stuttgart                   |
| Bayern                 | Verband der Lehrer an beruflichen Schulen in Bayern (VLB) | München                     |
| Berlin                 | Bundesverband der Lehrerinnen und Lehrer an berufsbildenden Schulen, Landesverband Berlin Verband der Lehrerinnen und Lehrer an Wirtschaftsschulen, Landesverband Berlin     | Berlin                      |
| Brandenburg            | Brandenburgischer Lehrerverband beruflicher Schulen (BLV) | Hennigsdorf                 |
| Bremen                 | Verband der Lehrer und Lehrerinnen an beruflichen Schulen im Lande Bremen (VLB)                                                                                              | Bremen                      |
| Hamburg                | Gewerkschaft der Lehrkräfte für Berufsbildung Hamburg (GLBH) | Hamburg                     |
| Hessen                 | Gesamtverband der Lehrerinnen und Lehrer an beruflichen Schulen in Hessen (glb)                                                                                              | Rodenbach                   |
| Mecklenburg-Vorpommern | Bundesverband der Lehrkräfte für Berufsbildung, Landesverband Mecklenburg-Vorpommern                                                                                         | Rostock                     |
| Niedersachsen          | Berufsschullehrerverband Niedersachsen (BLVN) Verband für Lehrerinnen und Lehrer an Wirtschaftsschulen in Niedersachsen (VLWN)                                               | Hannover                    |
| Nordrhein-Westfalen    | Verband der Lehrerinnen und Lehrer an Berufskollegs in NRW (vlbs) Verband der Lehrerinnen und Lehrer an Wirtschaftsschulen in NRW                                            | Düsseldorf                  |
| Rheinland-Pfalz        | Verband der Lehrerinnen und Lehrer an Berufsbildenden Schulen Rheinland-Pfalz (vlbs) Verband der Lehrerinnen und Lehrer an Wirtschaftsschulen, Landesverband Rheinland-Pfalz | Mainz und Kottenheim        |
| Saarland               | Verband der Lehrerinnen und Lehrer an beruflichen Schulen im Saarland (vlbs) Verband der Lehrerinnen und Lehrer an Wirtschaftsschulen im Saarland                            | St. Wendel und Saarbrücken  |
| Sachsen                | Lehrerverband Berufliche Schulen Sachsen (LVBS) Verband der Lehrerinnen und Lehrer an Wirtschaftsschulen, Landesverband Sachsen                                              | Dresden                     |
| Sachsen-Anhalt         | Berufsschullehrerverband Sachsen-Anhalt (BLVSA) Verband der Lehrerinnen und Lehrer an Wirtschaftsschulen, Landesverband Sachsen-Anhalt                                       | Magdeburg und Halle (Saale) |
| Schleswig-Holstein     | Verband der Lehrerinnen und Lehrer an Berufsbildenden Schulen in Schleswig-Holstein (VLBS)                                                                                   | Kiel                        |
| Thüringen              | Berufsschullehrerverband Thüringen (BLV) | Erfurt                      |

## Offizielle Webseite
- Homepage